# Flyveøgler
Flyveøgler (Pterosaurer, Pterosaurus) er en gruppe uddøde krybdyr der levede samtidigt med dinosaurer i Mesozoikum. Flyveøgler er en søstergruppe til 'Dinosauria' og begge grupper tilhører 'Ornithodira' (fuglehalsede). Hos flyveøgler var digitus anularis (ringfingeren) abnormt forlænget mens digitus minimus (lillefingeren) var reduceret. Mellem kroppen og 'ringfingeren' var der udspændt en vingemembran. De andre fingre havde kløer og kunne bruges til at klatre med. Modsat flagermus, der har udspændt vingemembraner mellem flere fingre, havde flyveøglernes membraner aktinofibriller for at gøre dem mere robuste mod sønderrivning.
De første flyveøgler var rhamphorhynchide med lange haler. De dukkede op i slutningen af Trias og de mindste var på størrelse med nutidens krager. De jagede sandsynligvis insekter, mens de største af dem havde vingefang på op til tre meter og levede af fisk. I slutningen af Jura fortrængte de pterodactyle flyveøgler de største rhamphorhynchide flyveøgler, og fuglene fortrængte de mindre. De pterodactyle flyveøgler kunne opnå vingefang på tolv meter og var korthalede. De levede af fisk og nogle af dem som Quetzalcoatlus har måske været ådselædere.
Liste af flyveøgleslægter:
- Pterodactylus
- Thalassodromeus sethi
- Archaeoraptor liaoningensis
- Pteranodon (vingefang op til 9 meter)
- Quetzalcoatlus (vingefang 6-7 meter – måske op til 11-12 meter)
  - Quetzalcoatlus northropi
- Scaphognathus crassirostris
- Anhanguera
- Rhamphorhynchus
- Arambourgiania
- Ornithocheirus

- Orden Pterosauria
  - Underorden Rhamphorhynchoidae
    - Overfamilie Dimorphodontoidea
    - Overfamilie Rhamphorhynchiodea
    - Overfamilie Protopterodactyloidea

  - Underorden Pterodactyloidae
    - Infraorden Euthygnatha
    - Infraorden Scalmognatha

  - Familie Eudimorphodontidae
    - Eudimorphodon - flyveøgle opdaget i 1973 nær Bergamo i Italien